# Isana Medel
Isana Medel, también acreditada como Isabel Medel (nombre artístico de Isana Lázaro), (Huércal Overa; 1936-28 de marzo de 2018) fue una actriz española que participó en trece películas, entre las décadas de 1950 y 1960.
Fue la primera esposa del actor José Sacristán.

## Filmografía completa
- Suspenso en comunismo (1956)
- El malvado Carabel (1956)
- La tarde del domingo (1957)
- El hereje (1958)
- Luna de verano (1959)
- Juego de niños (1959)
- Pasos de angustia (1959)
- Tenemos 18 años (1959)
- Llegaron los franceses (1960)
- La quiniela (1960)
- Labios rojos (1960)
- Margarita se llama mi amor (1961)
- Homicidios en Chicago (1969)
- El regreso de Al Capone (1969)